# Руда (Турецький повіт)
Руда (пол. Ruda) — село в Польщі, у гміні Тулішкув Турецького повіту Великопольського воєводства.
Населення — 209 осіб (2011).
У 1975-1998 роках село належало до Конінського воєводства.

## Демографія
Демографічна структура станом на 31 березня 2011 року:
|          | Загалом | Допрацездатний вік | Працездатний вік | Постпрацездатний вік |
| -------- | ------- | ------------------ | ---------------- | -------------------- |
| Чоловіки | 101     | 17                 | 73               | 11                   |
| Жінки    | 108     | 20                 | 64               | 24                   |
| Разом    | 209     | 37                 | 137              | 35                   |